# Tom's Hardware
Tom's Hardware és una publicació en línia propietat de Future plc i centrada en la tecnologia. Va ser fundada l'any 1996 per Thomas Pabst. Ofereix articles, notícies, comparacions de preus, vídeos i ressenyes sobre maquinari informàtic i alta tecnologia. El lloc inclou una cobertura de CPU, plaques base, RAM, carcassa de PC, targetes gràfiques, tecnologia de visualització, fonts d'alimentació i pantalles, emmagatzematge, telèfons intel·ligents, tauletes, jocs, consoles i perifèrics d'ordinador.
Tom's Hardware té un fòrum i blocs destacats.

## Història
Tom's Hardware va ser fundada l'any 1996 com a Tom's Hardware Guide al Canadà per Thomas Pabst. Va començar a utilitzar el domini tomshardware.com el setembre de 1997 i va ser seguit per diverses versions en idiomes estrangers, incloent l'italià, el francès, el finès i el rus basats en acords de franquícia.
Mentre que els laboratoris de proves inicials eren a Alemanya i Califòrnia, gran part de les proves de Tom's Hardware ara es fan a Nova York i una instal·lació a Ogden, Utah, propietat de la seva empresa matriu. L'abril de 2007, el lloc va ser adquirit per l'empresa francesa Bestofmedia Group. El juliol de 2013, aquesta companyia va ser adquirida per TechMediaNetwork, Inc., que va canviar el seu nom a Purch l'abril de 2014. Les marques de consum de Purch, inclosa Tom's Hardware, van ser adquirides per Future el 2018.
El lloc va celebrar el seu 20è aniversari el maig de 2016. Més enllà de la publicació contínua del lloc web, és conegut pels seus campionats d'overclocking i altres concursos.

## Publicacions relacionades
Tom's Hardware és propietat de Future plc, que també és propietari d'altres llocs web. En tecnologia, aquests inclouen Tom's Guide (abans Gear Digest), Laptop Mag i AnandTech, així com llocs científics com LiveScience i Space.com.